# Oliver Kobs

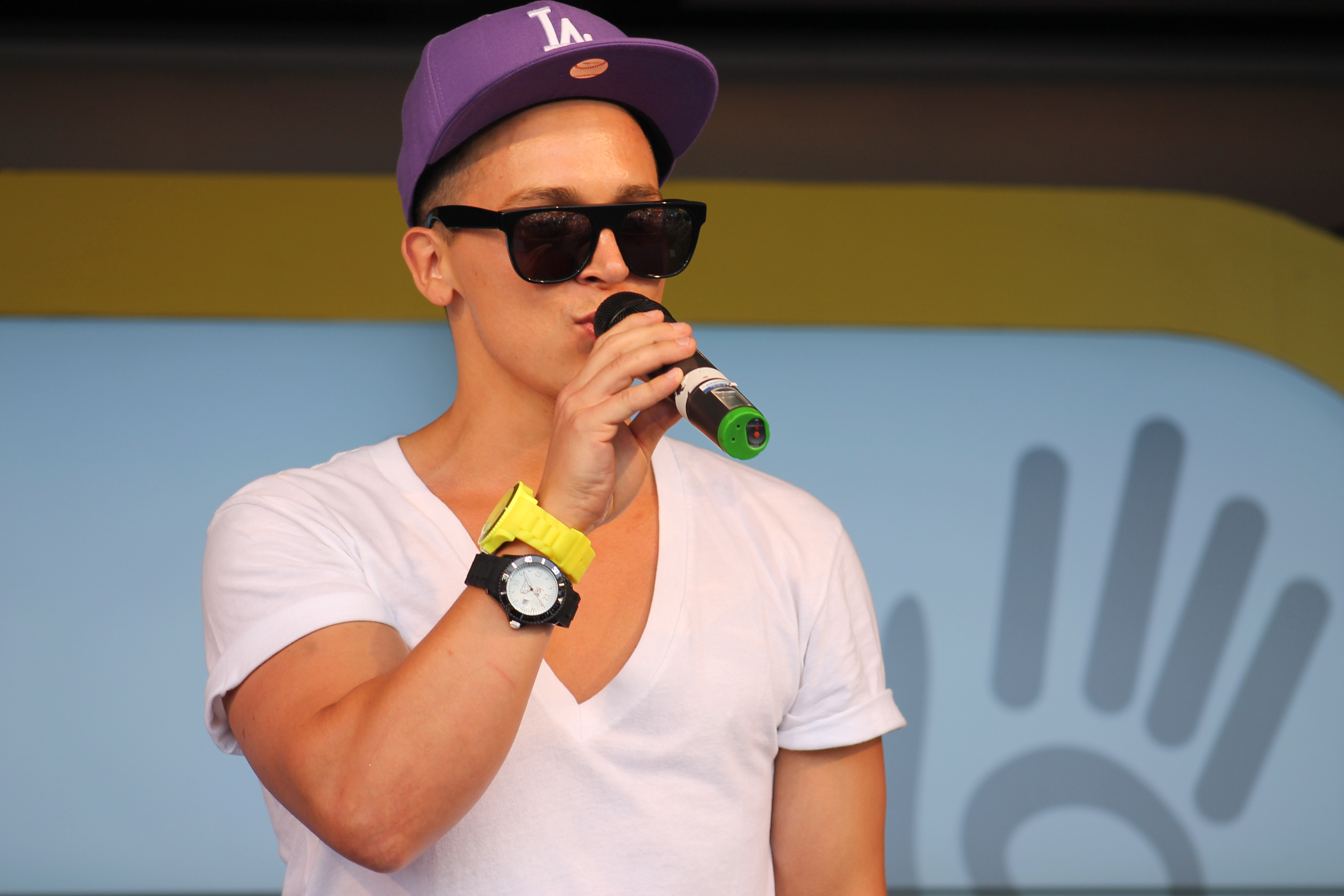
Oliver Kobs

Oliver Kobs aka OK (* 13. März 1985 in Berlin) ist ein deutscher Sänger und Songwriter. Seit 2013 lebt er im Norden Deutschlands.

## Karriere

### Musik
Oliver Kobs wurde von Rainer Moslener entdeckt, als er bei einem großen Nationalen Gesangscasting als Gewinner hervorging. Es folgte ein von T-Mobile gesponsertes Stipendium und Künstlercoaching bei dem Starchoreographen Detlef D! Soost und ein professionelles Vocal Coaching bei David Lee Brewer, der schon Destiny’s Child und Kelly Rowland zu einem Goldkelchen verhalf. Darauf stand er zum ersten Mal in großen renommierten Tonstudios, wie JWP Jack White’s Place René Rennefeld und den Hansa Studios.
Nach ersten Testaufnahmen- und Auftritten mit Songs schwedischer Produzenten in Kooperation mit Stars2Meet und Media Markt wurde ihm klar, dass er mit seiner Gesangskarriere den richtigen Weg eingeschlagen hatte. 2009 wurde Kobs bei der UFA Talentbase „Videostar of the week“. Im gleichen Jahr unterschrieb er sein erstes Agreement bei Sony Music und ein coop mit Walt Disney und Super RTL.
2010 bekam er seinen ersten Plattenvertrag bei Headbutt Records und damit seine erste Tour mit dem Titel Abgehn in Österreich. Dieser erreichte in den musicload Dance Charts Austria #1 und in den iTunes Top 100 Charts Austria #3. Ende 2010 wurde dann die nächste Single Es wird laut veröffentlicht und erschien in Zusammenarbeit mit SONY Music, EMI, Ariola, Universal Music Group u. v. m. auf verschiedenen Compilations. Oliver Kobs war Newcomer Act bei den ADA Awards dem Musikpreis für Dance Musik in Österreich. 2011 startet Kobs mit der Popband HANDS UP und dem Titel Chocolate Choco Choco durch und wird Headliner der Super RTL Toggo Tour.
Im Jahr 2012 tourte er noch einmal mit dem Toggo-Team durch die Welt und stellte seine Single Happy People (Marky Mark & Prince Italy Joe) unter dem Pop Duo „HANDS UP“ vor. 2014 erschien seine 5. Single Paradise mit Mia Gray.

### Schauspieler
2005 und 2006 spielte Oliver Kobs die Hauptrolle in dem Musical Jugendfeier im Berliner Friedrichstadt-Palast.

### Fotomodell
2008 war er für eine Werbekampagne mit Phillip Morris und Marlboro in Colorado. 2009 Fotomodel für eine Blackberry und Vodafone Image Fotostrecke.

## Persönliches
Kobs ist mit der Sängerin Mia Gray liiert, deren Manager er ist.

## Diskografie

### Singles
- 2010: Plastik Bass feat. Oliver Kobs – Abgehn[2]
- 2010: Plastik Bass feat. Oliver Kobs – Es Wird Laut
- 2011: Hands Up – Chocolate choco choco
- 2012: Hands Up – Happy People
- 2013: Mia Gray & Oliver Kobs – Paradise